# Placa preta

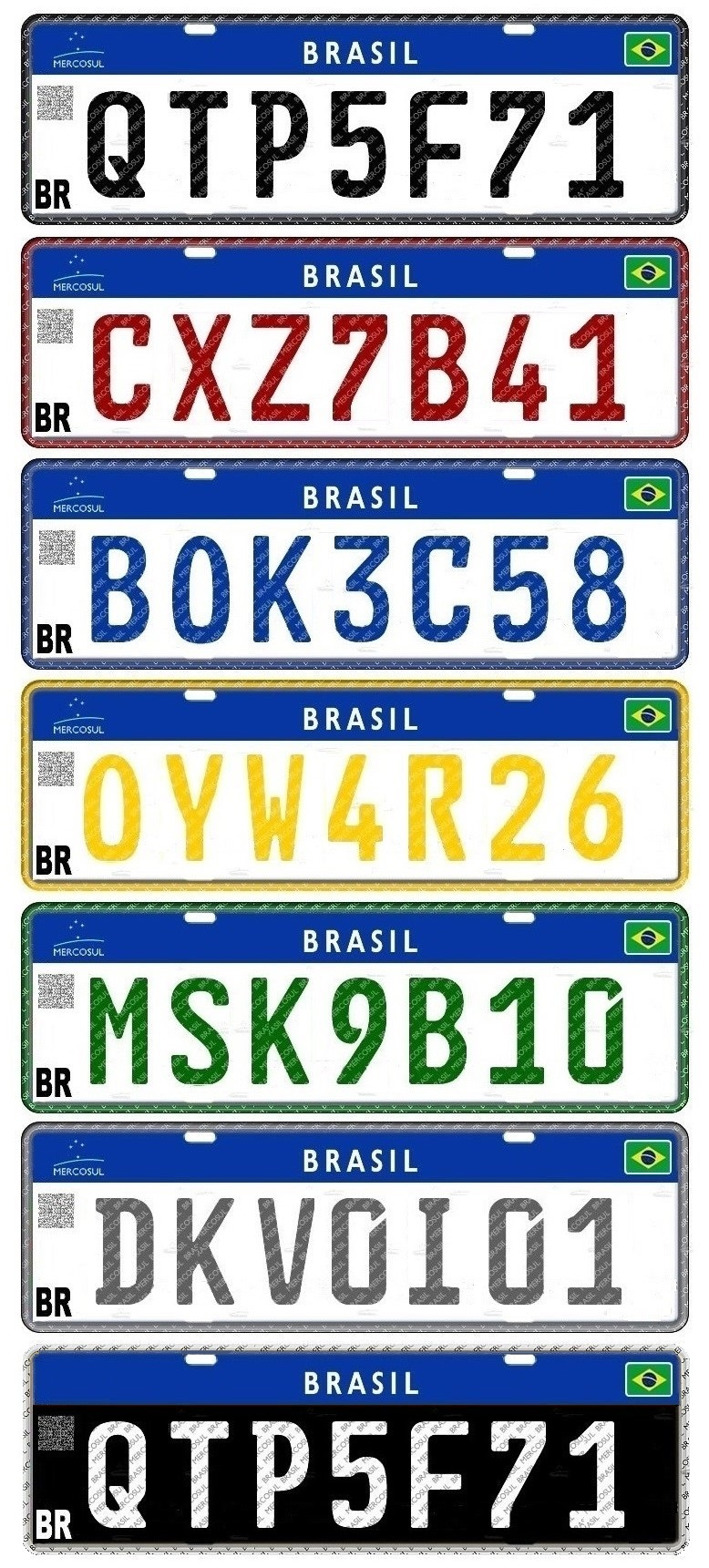
Cores do sistema de placas usado desde 2018 no Brasil, com a placa preta, reintroduzida em 2022

A placa preta, utilizada em veículos registrados no Brasil, indica que os mesmos têm mais de 30 anos e que possuem suas características originais.

## Histórico
Foi criada em 1997 pelo Código de Trânsito Brasileiro (CTB). O proprietário do automóvel precisa procurar um clube de colecionador credenciado pelo Denatran ou pela Federação Brasileira de Veículos Antigos (FBVA) para que seja avaliado e autorizado a emitir o Certificado de Originalidade, conforme a originalidade e a condição especial do veículo.
Em 2018, quando vigorou a Resolução 729/2018, a placa de colecionador foi estabelecida na cor Cinza Prata (Swop Pantone Grey), a mudança foi duramente criticada por apreciadores do modelo tradicional, em fundo preto.
Em dezembro de 2021, uma alteração feita pelo Contran estabeleceu uma nova placa destinada a veículos de coleção. Por estar fora das especificações originais do Mercosul, que estabeleceram o fundo sempre branco, esse novo modelo, no entanto, está restrito ao território nacional, ficando obrigatório o uso do modelo anteriormente adotado, para viagens pelo Mercosul e pelo exterior em geral. A resolução entrou em vigor em dezembro de 2021 e passa ser implantada a partir de 1° de junho de 2022. 

## Quantidade

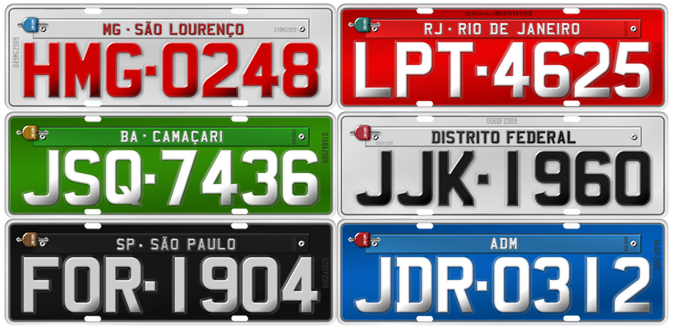
Cores do sistema de placas usado de 1990 a 2018 no Brasil, com a placa preta, criada em 1997

De acordo com o Detran-SP, somente no Estado de São Paulo, mais de 28.782 veículos possuem registro de coleção, com o Fusca emplacando o topo da lista com 6.420 unidades, seguido do Opala, com 1.316 unidades, outras marcas e modelos, como, Dodge, Puma, Maverick, Kombi, Corcel, Karmann-Ghia, Brasília e Cadillac também compõem a lista.